# Caterina Bianconelli
Caterina Bianconelli, född 1665, död 1716, var en italiensk skådespelare. Hon blev den första kvinnliga Harlekin.  
Hon var född i en välkänd italiensk teaterfamilj i Frankrike; hon var dotter till den berömda Harlekin-skådespelaren Dominique och sondotter till den berömda skådespelaren Isabella Bianconelli Franchini. Caterina Bianconelli var den  italienska teaterns stjärna i Paris, välkänd som uttolkare av kammarjungfrurollen Colombina. Hon kom att få en stor betydelse för utvecklingen av commedia dell'arte när hon under namnet Harlequina bar en mångfärgad rombfärgad dräkt med rutmönster och därmed blev den första kvinnliga Harlekin. Hennes karriär i Paris torde ha avslutats senast år 1697, då den italienska teatern i Paris stängdes för att inte öppna igen förrän vid hennes död 1716.      